# Excalibur Almaz
Excalibur Almaz – prywatne przedsiębiorstwo, które miało oferować komercyjne loty w kosmos – załogowe, towarowe i naukowe. Planowało zaoferować transport załóg i ładunków na niską orbitę Ziemi (LEO).
Testy bezpieczeństwa i sprawności przewidziane zostały pierwotnie na 2015 rok.
Art Dula, członek zarządu Excalibur Almaz, w wywiadzie udzielonym w 2012 roku stwierdził, że kapsuły kosmiczne przedsiębiorstwa osiągnęły „bardzo wysoki stopień gotowości technicznej”, a loty mogłyby odbyć się w ciągu 2-3 lat. Zgodnie z jego słowami pierwszy lot miał mieć charakter testowy i służyć jedynie poprawkom – kapsuły WA odbyły dotąd 9 udanych lotów w ramach programu Ałmaz. Przedsiębiorstwo startowało w organizowanym przez NASA programie Commercial Crew Program, ale nie uzyskało finansowania na żadnym z etapów.

## Historia projektu
W roku 2009 Excalibur Almaz planował rozpocząć loty w kosmos do 2012, a początek lotów komercyjnych planowany był na kolejny rok.

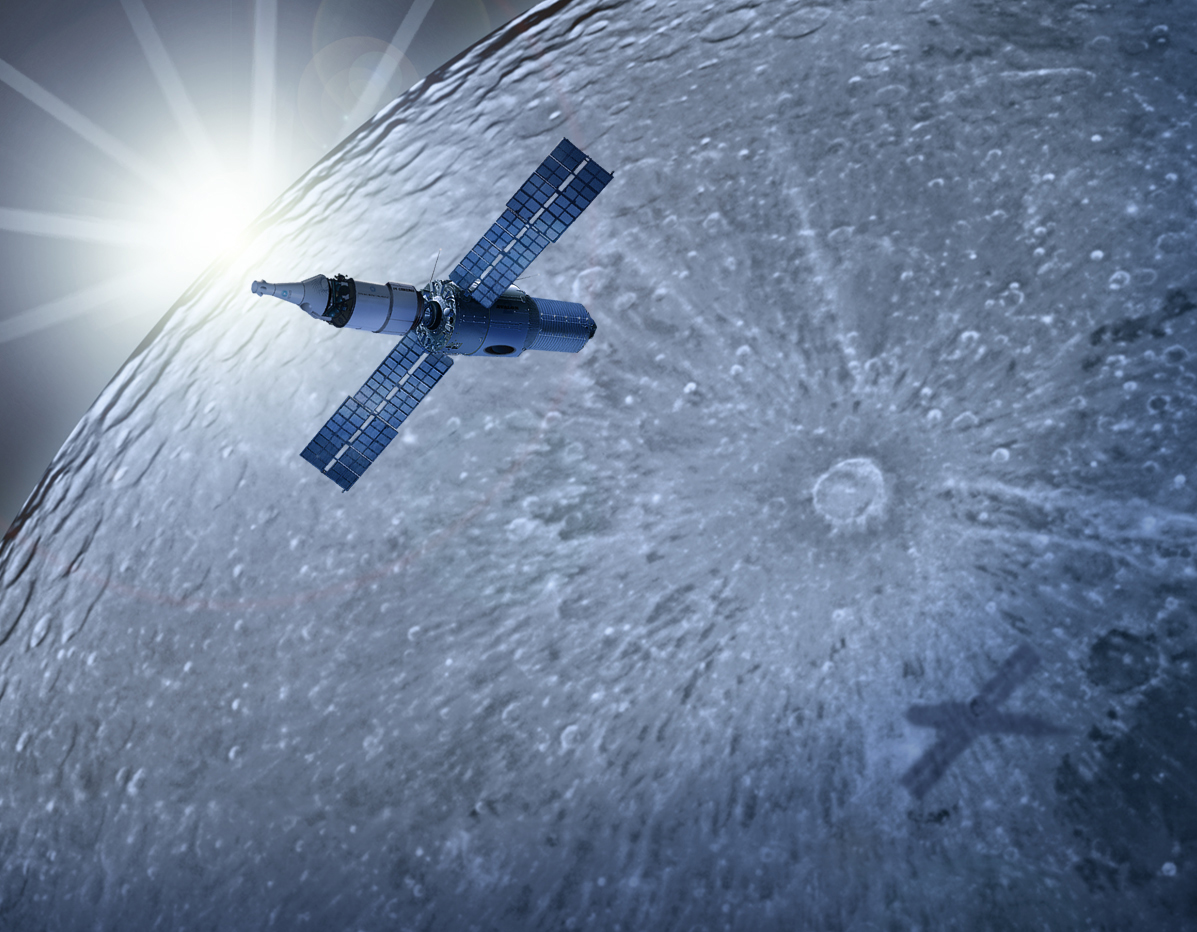
Artystyczna wizja statku Excalibur Almaz w konfiguracji do lotu na Księżyc

W roku 2012 EA uaktualnił swój pakiet o propozycje lotów księżycowych i dalszych. Zgodnie z niezależnymi badaniami rynku misje powyżej LEO zapewnią przedsiębiorstwom komercyjnym najlepsze warunki. Ze względu na tak ambitne plany, pierwsze starty programu zostały przełożone na rok 2015. W czerwcu 2012 Excalibur Almaz podpisał porozumienie z XCOR Aerospace o współpracy przy treningu suborbitalnym.

## Przedsiębiorstwo
Główna siedziba Excalibur Almaz znajduje się w Douglas na Wyspie Man; utrzymuje także biura w Houston i Moskwie.
W październiku 2011 roku NASA podpisała bezkwotowe porozumienie dotyczące prac związanych z Commercial Crew Program, którego szczegółów nie ujawniono. W czerwcu następnego roku Excalibur Almaz Inc. (EAI) zakończył sukcesem współpracę z NASA w ramach drugiej rundy (CCDev2) programu Commercial Crew Program.
Jonathan Clark, lekarz NASA w sześciu misjach wahadłowców (jego żona Laurel Clark zginęła w katastrofie Columbii w trakcie misji STS-107) został konsultantem do spraw skafandrów i przygotowania przestrzeni życiowej dla kosmonautów.

## Działania

### Pojazdy i stacje kosmiczne
Excalibur Almaz planuje wykorzystać pojazdy oparte na kapsułach VA z radzieckich pojazdów TKS. Zostały pierwotnie zaprojektowane na potrzeby radzieckiego wojskowego programu stacji załogowych Ałmaz, realizowanego pod przykryciem programu Salut. Opracowanie systemów napędowych dla pojazdów zostało powierzone nieujawnionemu przedsiębiorstwu europejskiemu jeszcze w 2009 roku. Zgodnie ze słowami Arta Duli, moduł serwisowy planowanego statku, mimo iż zewnętrznie podobny do oryginalnego radzieckiego FGB (Funktionalno Grusowoj Blok) składającego się wraz z kapsułami VA na pojazdy TKS, w rzeczywistości oparty jest na zaprojektowanym przez EADS Astrium pojeździe ATV.

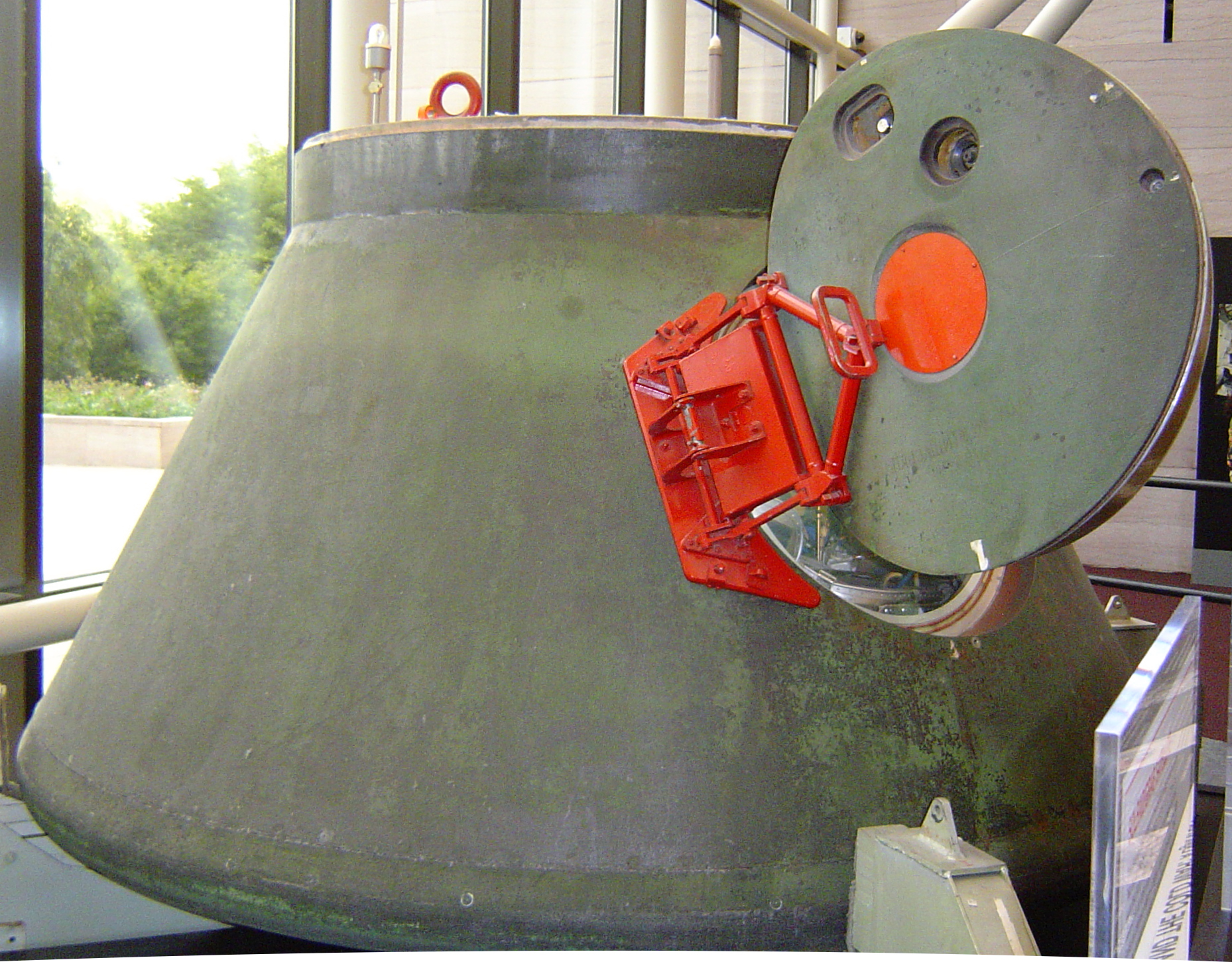
Kapsuła VA pojazdu TKS
Pojazd TKS – kapsuła VA po lewej
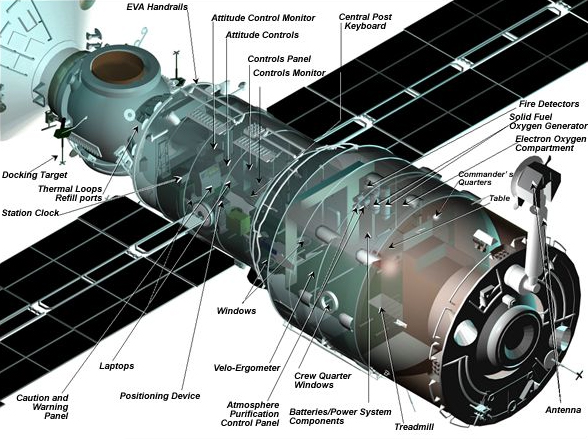
Zwiezda, moduł serwisowy ISS oparty na projektach stacji Ałmaz – potencjalny projekt stacji kosmicznych Excalibur Almaz

Potencjalne stacje kosmiczne Almaz korzystać mają z dwóch kadłubów podobnych do wystrzelonych w przestrzeń w programie Ałmaz. Tego typu moduł (Zwiezda) używany jest w chwili obecnej na Międzynarodowej Stacji Kosmicznej w segmencie rosyjskim. Stacje Almaz miałyby być pochodnymi tej konstrukcji.
Należący do przedsiębiorstwa poradziecki sprzęt kosmiczny został przetransportowany z Rosji do zakładów Excalibur Almaz na wyspie Man w początkach 2011 roku. EA „planuje wykorzystać moduły do zapewnienia dodatkowej przestrzeni i miejsca na zapasy turystom i naukowcom, których zamierza zabrać w przestrzeń kosmiczną”. Dwie należące do Eaxcalibur Almaz 29-tonowe, niewykorzystane przez Rosjan stacje klasy Ałmaz, każda o pojemności 95 m³ stanowić będą główny element sprzętu do wypraw księżycowych i w głęboką przestrzeń. Sprzęt ten jest odpowiednikiem modułu głównego stacji Mir i modułu serwisowego Międzynarodowej Stacji Kosmicznej. Radziecka elektronika i wyposażenie zostały usunięte i zastąpione przez sprzęt dostarczony przez nieznane przedsiębiorstwo. Wykorzystanie wielokrotnie sprawdzonego, a teraz zmodernizowanego sprzętu pozwoliło podobno zaoszczędzić ok. 2 miliardów dolarów w porównaniu z programem rozwijanym od zera. Jedna ze stacji ma zostać wyniesiona rosyjską rakietą Proton z kosmodromu Bajkonur na orbitę, gdzie pozostanie na stałe. Astronauci będą na nią docierali statkami typu TKS.

### Trening
Excalibur Almaz podpisał w 2012 roku porozumienie z XCOR Aerospace dotyczące kompleksowego treningu suborbitalnego i przygotowania do lotów w kosmos i na Księżyc.

### Space Launch Services
W 2010 roku Excalibur Almaz zawiązał partnerstwo z Space Launch Services (SLS) mające na celu dofinansowanie Sea Launch i inwestycję w jego reorganizację finansową. SLS już wcześniej wyłożył 12,5 miliona dolarów na ten cel w grudniu 2009.

## Problemy EA
W maju 2014 roku w belgijskim Lempertz Kunsthaus anonimowy nabywca zakupił za milion euro jedną z czterech należących do Excalibur Almaz kapsuł VA. Wydarzenie to, w połączeniu z faktem, że od 2013 roku na temat przedsiębiorstwa nie pojawiły się żadne nowe oficjalne informacje, jest przez niektórych poczytywane za dowód na to, że przedsięwzięcie zakończy się fiaskiem.
W listopadzie 2014 Art Dula, członek zarządu Excalibur Ałmaz został pozwany przez japońskiego biznesmena, Takafumiego Horie, pod zarzutem defraudacji 49 milionów dolarów, które rzekomo otrzymał od Japończyka jako wkład w uruchomienie kosmicznego przedsiębiorstwa. Za te pieniądze nabyte zostały cztery kapsuły VA oraz dwa kadłuby stacji Ałmaz, które miały być wykorzystane w programie komercyjnym. Zgodnie ze stwierdzeniami Takafumiego, sprzęt ten okazał się niezdatny do wykorzystania w praktyce i może służyć jedynie jako "eksponaty muzealne". Oskarżenie obejmuje również innego członka zarządu, J. Bucknera Hightowera.
Wcześniej, we wrześniu 2013 roku Dula, Hightower i Excalibur Almaz Ltd. trafili do sądu pod zarzutem defraudacji 300.000 dolarów, wyłudzonych rzekomo na projekt górniczy na asteroidzie. Sprawa zakończyła się ugodą w styczniu 2014.